# Ghiacciaio Hyde
Il ghiacciaio Hyde (in inglese: Hyde Glacier) è un piccolo ghiacciaio situato sulla costa di Zumberge, nella parte occidentale della Terra di Ellsworth, in Antartide. In particolare, il ghiacciaio, il cui punto più alto si trova a circa 1.000 m s.l.m., si trova nella parte centrale della dorsale Patrimonio, nelle Montagne di Ellsworth. Da qui, esso fluisce verso est discendendo attraverso le colline Edson fino a unire il proprio flusso a quello del ghiacciaio Unione.

## Storia
Il ghiacciaio Hyde è stato mappato dallo United States Geological Survey grazie a ricognizioni terrestri dello stesso USGS e a fotografie aeree scattate dalla marina militare statunitense (USN) nel periodo 1961-66 ed è stato poi così battezzato dal Comitato consultivo dei nomi antartici in onore di William H. Hyde, scienziato della ionosfera di base alla stazione Little America V nel 1958.